# Cerkiew Opieki Matki Bożej w Moskwie (ul. Bakuninskaja)
Cerkiew Opieki Matki Bożej – prawosławna cerkiew w Moskwie, w rejonie Basmannyj, w dawnej wsi Rubcowo.

## Historia
Cerkiew Opieki Matki Bożej powstała na terenie wsi Rubcowo, należącej do dworu carskiego, w celu upamiętnienia ostatecznego odparcia polskiej interwencji w Rosji w epoce Dymitriad. Pierwsza drewniana świątynia na miejscu dzisiejszej cerkwi powstała w 1619, w 1626 zastąpiono ją kamienną budowlą z trzema ołtarzami. Budynek stanowił typowy przykład architektury sakralnej epoki carów Fiodora I i Borysa Godunowa. W tym samym roku obiekt został poświęcony. Ze względu na swoje położenie w osobistym majątku rodziny carskiej cerkiew otrzymała status soboru i była obsługiwana przez protopopa, dwóch kapłanów i diakona. W 1761 świątynia została zmieniona w zwykłą cerkiew parafialną. Obiekt prawdopodobnie poniósł straty w czasie wojny francusko-rosyjskiej r. 1812 i w XIX w. był remontowany: w 1821 odnowiono ikonostas. Generalny remont obiektu miał miejsce w 1869. Ceremonię ponownego poświęcenia świątyni przeprowadził w tym samym roku metropolita moskiewski Innocenty. 
W 1872 świątynia została przekazana stowarzyszeniu sióstr miłosierdzia pod wezwaniem Opieki Matki Bożej. Członkinie wspólnoty prowadziły przytułek dla sierot, szkołę sześcioklasową, kursy dla felczerek, ambulatorium, szpital i dom opieki dla starszych mniszek oraz sióstr miłosierdzia. Wspólnota istniała do 1919, gdy została przekształcona w stowarzyszenie kobiet. W wymienionym roku w święto patronalne cerkwi Świętą Liturgię w obiekcie sprawował patriarcha moskiewski i całej Rusi Tichon. W marcu 1922 w ramach akcji konfiskaty kosztowności cerkiewnych z parafii skonfiskowano cenne wyposażenie. Świątynia była czynna do 1934. W wymienionym roku została zamknięta, zdewastowana i przekazana przedsiębiorstwu Mietrostroj. Obiekt został odrestaurowany w latach 1961–1962 pod kierunkiem A. Ocha; zaadaptowano go wówczas na salę prób Państwowej Republikańskiej Akademickiej Kapeli Chóralnej im. A. Jurłowa.
Świątynia została zwrócona Rosyjskiemu Kościołowi Prawosławnemu w 1992, jednak dopiero od 2003 odbywają się w niej regularne nabożeństwa.